# Анис
Ани́с, или Бе́дренец ани́совый, или Анис обыкновенный (лат. Pimpinélla anísum), — однолетнее травянистое растение, пряность; вид рода Бедренец (Pimpinella) семейства Зонтичные (Apiaceae).

## Распространение и экология
Родина с точностью неизвестна, предположительно — Средиземноморье или Ближний Восток. Некоторые авторы (Декандоль, Калестани и др.) дикорастущим предком считают Anisum creticum Calest. = Pimpinella cretica Poir.
Разводится с целью получения семян во всей Южной Европе, в Малой Азии, Мексике и Египте. В России анис обыкновенный растёт как культурное растение на больших площадях преимущественно в Воронежской, Белгородской, Курской областях, в меньших размерах — в Краснодарском крае.

## Биологическое описание
Однолетнее, тонко и коротко отстояще-опушённое растение. Корень тонкий, веретенообразный, стержневой. Стебель высотой до 60 см, прямостоячий, округлый, бороздчатый, в верхней части ветвистый.
Прикорневые и нижние стеблевые листья длинночерешковые, округло-почковидные, цельные, надрезанно-зубчатые или лопастные, или из трёх округло-сердцевидных листочков, два на коротких, конечный на более длинном черешочке. Средние листья с обратноклиновидными, часто двухлопастными боковыми листочками и трёхлопастным конечным, длинночерешковые. Верхние — сидячие на узком влагалище, дважды- или триждыперистые с линейно-ланцетовидными дольками; самые верхние трёх-пятираздельные или цельные.
Цветки мелкие, пятичленные, невзрачные, собраны на концах ветвей в сложные зонтики 2,5—6 см в поперечнике, с 7—15 коротко-рассеянно-опушёнными лучами. Обёртка отсутствует или она однолистная, листочки обёрточки нитевидные, в числе одного — нескольких. Лепестки белые, длиной около 1,5 мм, по краям ресничатые и на спинке коротко-щетинисто-опушённые, с загнутой внутрь верхушкой, снаружи опушённые. Тычинок пять; пестик с нижней двугнёздной завязью и двумя столбиками. Цветёт в июне—июле.
Плод зеленовато-серый двусемянный, широко-сердцевидно-яйцевидный, яйцевидный или обратно-грушевидный, коричневато-серый, длиной 3—5 мм, несколько сжатый с боков, со слабо выступающими спинными рёбрами. Плоды с приятным запахом и сладковато-пряным вкусом. Полуплодики с пятью рёбрышками, двумя секреторными канальцами на плоской и многочисленными мелкими канальцами на выпуклой стороне. Вес 1000 «семян» (полуплодиков) 2—3,6 г. Плодоносит в августе.

## Растительное сырьё

### Заготовка
Для лечебных целей используются плоды аниса (фармацевтическое наименование — лат. Fructus Anisi vulgaris). Их заготавливают во время созревания, когда плоды первых зонтиков побурели, а плоды остальных зонтиков ещё зелёные. Срезанные растения связывают в снопики и сушат под навесами. После сушки их обмолачивают и на веялках отделяют плоды от примесей.
Выращивание в культуре
Лучшими почвами для аниса обыкновенного являются суглинистые и супесчаные чернозёмы, богатые перегноем. Тяжёлые глинистые, солонцы и песчаные почвы непригодны. В севообороте анис обыкновенный размещается после озимых хлебов. Вегетационный период 110—120 дней с суммой температур до 2200. Посев семян производят по хорошо разработанной зяби. Для прорастания семян необходимо много влаги; всходы не боятся заморозков, поэтому применяются ранние сроки посева. Уход заключается в прополке и рыхлении почвы. Урожай убирают во второй половине августа комбайном.

### Химический состав
Сухие плоды содержат 1,2—3,5 % (иногда 6 %) эфирного масла, 16—28 % жирного масла, до 19 % белковых веществ, а также сахара́ и органические кислоты.
Главные компоненты эфирного масла — анетол (80—90 %) и метилхавикол (10 %), кроме того, масло содержит анисовый альдегид, анисовый кетон, анисовый спирт, анисовую кислоту, α-фелландрен, α-пинен, дипентен, камфен, ацетальдегид, анискетон. Эфирное масло получают перегонкой паром плодов аниса.

### Фармакологические свойства
Препараты из аниса обладают противовоспалительным, антисептическим, спазмолитическим, анестезирующим и ветрогонным свойствами, действуют как слабительное. Плоды аниса и его препараты усиливают функцию железистого аппарата бронхов и кишечника, повышают секреторную функцию желудочно-кишечного тракта, уменьшают спазмы гладкой мускулатуры кишечника. Повышают секрецию молочных желёз и стимулируют моторную функцию матки. Малотоксичны.

## Хозяйственное значение и применение
Анис употребляют с глубокой древности, об этом свидетельствуют семена, обнаруженные в свайных постройках каменного века. Упоминали о нём древние египтяне, древнегреческие врачи — Гиппократ, Теофраст и Диоскорид.
Из Египта анис пришёл на поля Европы и во многие другие части света. В России начали выращивать эту культуру в начале XIX века.
Жирное масло, извлекаемое после отгонки эфирного масла, пригодно для использования в мыловарении, а его плотная часть служит заменителем какао.
От запаха аниса погибают насекомые: вши, клопы, моль, тараканы, шмели, а также клещи.
Анис — хорошее нектароносное растение. По Глухову М. М. нектаропродуктивность аниса в благоприятных условиях составляет 50—100 кг с гектара.
Также является одним из самых популярных аттрактантов в любительском и спортивном рыболовстве. Запах аниса привлекает многих нехищных и всеядных рыб. Используют, подмешивая анисовое масло в небольшом количестве (до появления ощутимого человеком, но нерезкого запаха) к растительным насадкам (тесту, хлебному мякишу и т.п.), при ужении на червей и личинок насекомых иногда добавляют одну каплю в емкость с наживкой.

### Применение в кулинарии
Плоды и полученное из них анисовое масло находят широкое применение в хлебопечении, в рыбной и мясной промышленности, кондитерском производстве и производстве напитков.
В качестве пряности используются преимущественно плоды, которые имеют интенсивный лёгкий освежающий аромат. Чаще всего анис добавляют в различные пироги, печенье, пряники, оладьи, кексы, молочные и фруктовые супы, к шпинату вместо мускатного ореха и другие блюда.
На основе аниса производят крепкие спиртные напитки, такие как анис, пастис, перно, рикард, узо, ципуро, арак, ракы, самбука, абсент, мастика, пачаран.

### Применение в медицине
Лекарственные средства: эфирное анисовое масло (входит в состав опийно-бензойной настойки и грудного эликсира), плоды аниса, сборы (чаи), жирное масло, грудной эликсир, нашатырно-анисовые капли.
Помогают при воспалении почек и мочевого пузыря, выводят песок из мочевыводящих путей. Применяется при вздутии живота, для стимуляции секреторной функции печени и поджелудочной железы. Препараты аниса, в том числе в лекарственных сборах, рекомендуются также при анацидных гастритах, метеоризме и других нарушениях функции желудочно-кишечного тракта. Кормящим матерям для увеличения количества молока, для отделения мокроты при кашле, а также при коликах полезно употреблять анисовый чай.
Анисовое масло и плоды применяют главным образом в качестве отхаркивающего средства при катарах дыхательных путей, трахеитах, ларингитах и других заболеваниях органов дыхания. Анисовое масло часто комбинируют с другими эфирными маслами, антибиотиками; они входят в состав различных отхаркивающих микстур.
Препараты обладают слабым дезинфицирующим действием.

## Таксономия
Pimpinella anisum L., Sp. Pl. 1: 264. 1753.
Вид входит в род Бедренец (Pimpinella) семейства Зонтичные (Apiaceae) порядка Зонтикоцветные (Apiales).
|  |                                      |  |                                                             |                                                             |                     |  | ещё 8 семейства (согласно Системе APG II) | ещё 8 семейства (согласно Системе APG II) |                       |  |  |  | ещё около 150 видов |
|  |                                      |  |                                                             |                                                             |                     |  | ещё 8 семейства (согласно Системе APG II) | ещё 8 семейства (согласно Системе APG II) |                       |  |  |  | ещё около 150 видов |
|  |                                      |  |                                                             | порядок Зонтикоцветные                                      |                     |  |                                           |                                           | род Бедренец          |  |  |  |                     |
|  |                                      |  |                                                             | порядок Зонтикоцветные                                      |                     |  |                                           |                                           | род Бедренец          |  |  |  |                     |
|  | отдел Цветковые, или Покрытосеменные |  |                                                             |                                                             | семейство Зонтичные |  |                                           |                                           | вид Бедренец анисовый |  |  |  |                     |
|  | отдел Цветковые, или Покрытосеменные |  |                                                             |                                                             | семейство Зонтичные |  |                                           |                                           |                       |  |  |  |                     |
|  |                                      |  | ещё 44 порядка цветковых растений (согласно Системе APG II) | ещё 44 порядка цветковых растений (согласно Системе APG II) |                     |  |                                           | ещё более 300 родов                       | ещё более 300 родов   |  |  |  |                     |
|  |                                      |  |                                                             | ещё 44 порядка цветковых растений (согласно Системе APG II) |                     |  |                                           |                                           | ещё более 300 родов   |  |  |  |                     |

### Синонимы
- Anisum odoratum Raf.
- Anisum officinale DC.
- Anisum officinarum Moench
- Anisum vulgare Gaertn.
- Apium anisum (L.) Crantz
- Carum anisum (L.) Baill.
- Pimpinele anisa St.-Lag.
- Ptychotis vargasiana DC.
- Selinum anisum (L.) E.H.L.Krause
- Seseli gilliesii Hook. & Arn.
- Sison anisum (L.) Spreng.
- Tragium anisum (L.) Link